# Městská památková zóna Roudnice nad Labem

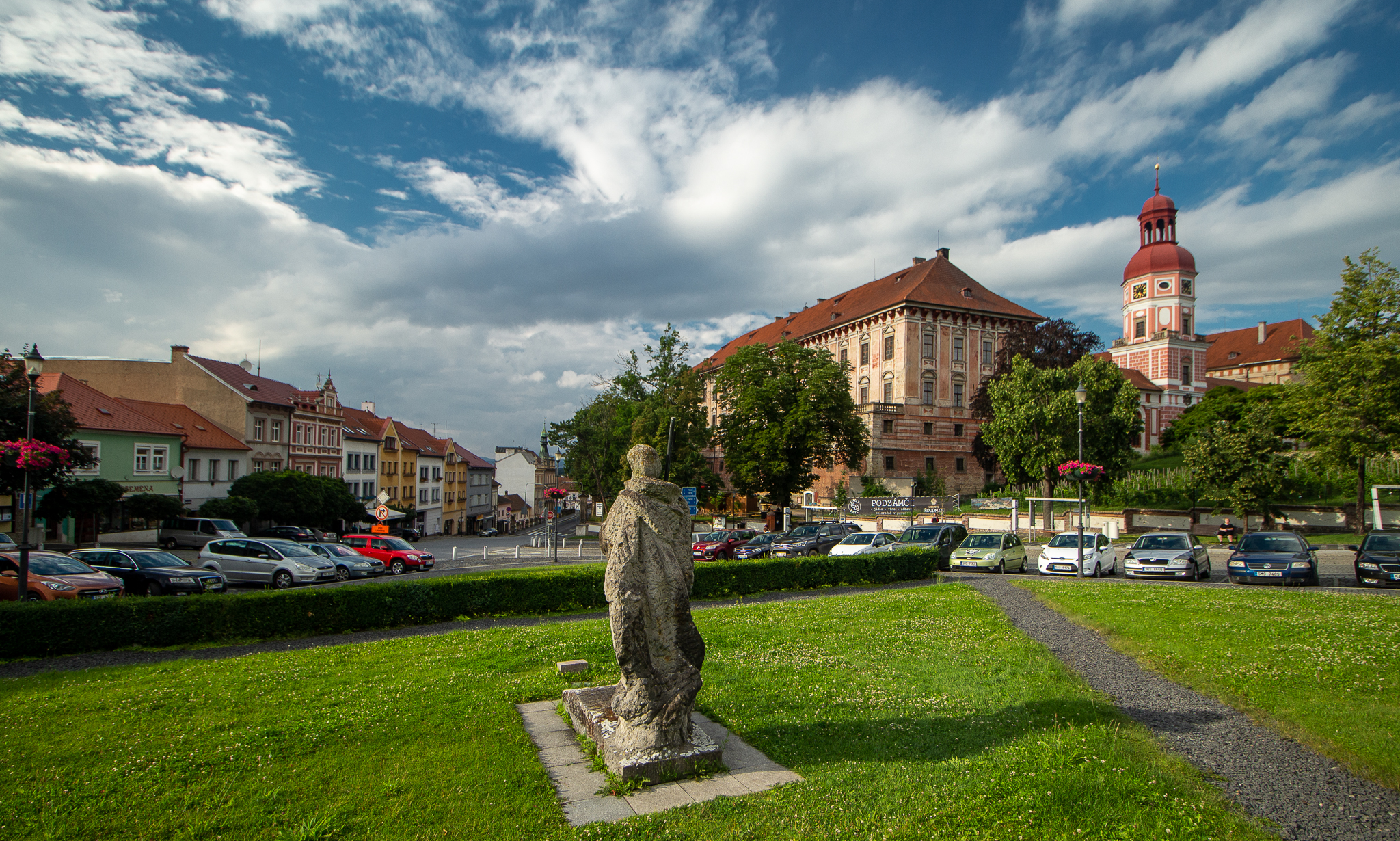
Roudnice nad Labem, Karlovo náměstí se zámkem

Městská památková zóna Roudnice nad Labem je památková zóna v Roudnici nad Labem, v okrese Litoměřice v Ústeckém kraji, zahrnující střed města zejména Karlovo náměstí a okolí s roudnickým zámkem patřící rodu Lobkoviců. Roudnická MPZ byla zřízena 10. září 1992 pod rejsštříkovým číslem 2174 a zaujímá plochu přibližně 73,5 ha.

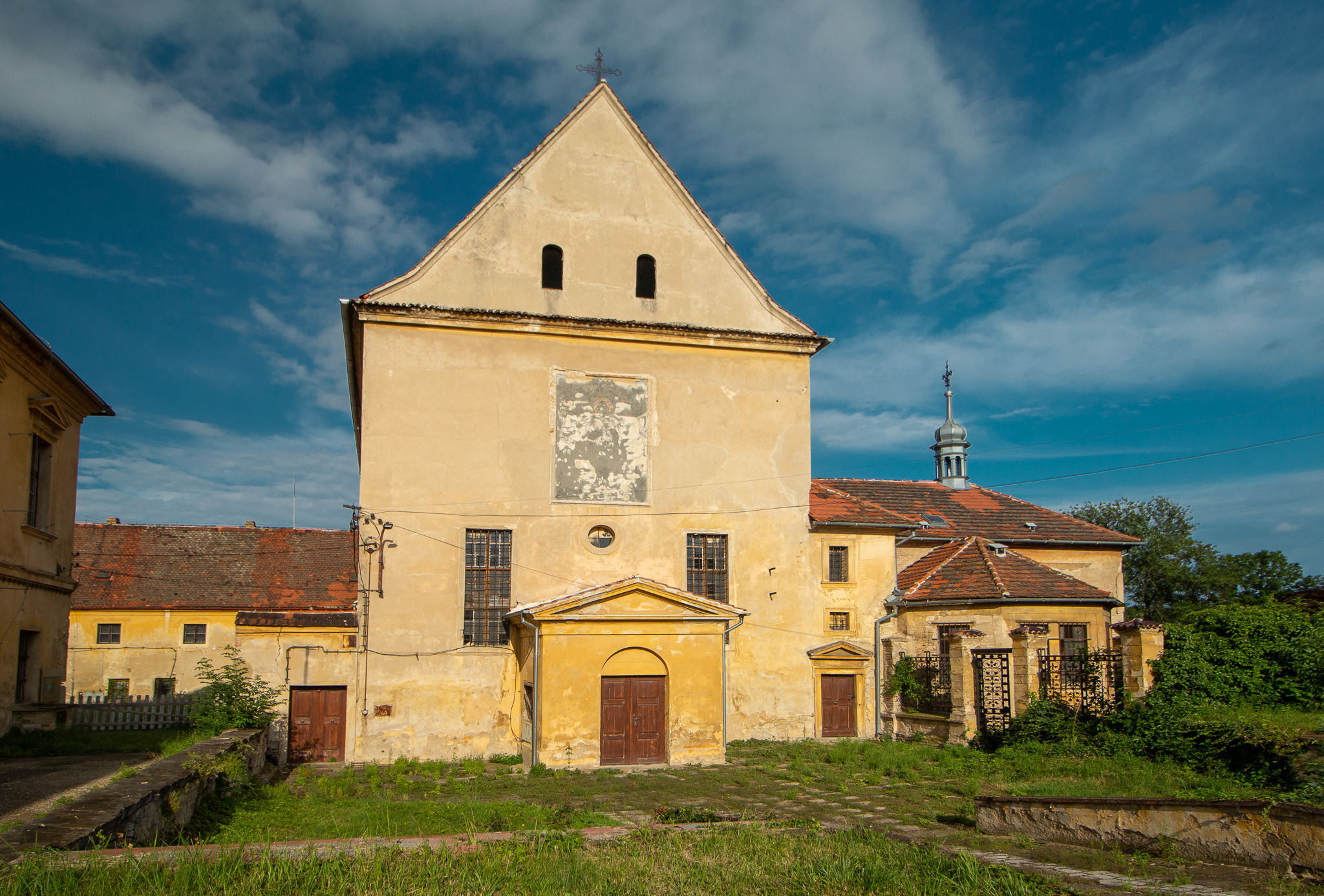
Kostel sv. Václava při kapucínském klášteře v Roudnici - pohřebiště knížat z Lobkovic

## Objekty MPZ Roudnice nad Labem
MPZ Roudnice nad Labem zahrnuje řadu významných historických a kulturních objektů, mezi nimi:
- Roudnický zámek se zámeckým pivovarem a Galerie moderního umění v Roudnici nad Labem v bývalé zámecké jízdárně
- Klášter kapucínů s kostelem sv. Václava (rodová hrobka Lobkoviců)
- Augustiniánský klášter s kostelem Narození Panny Marie
- Barokní sýpka v Roudnici nad Labem
- Mlýn v Roudnici nad Labem
- Radnice v Roudnici nad Labem
- Gymnázium Roudnice nad Labem
- Soukromá podřipská střední odborná škola a střední odborné učiliště
- Věž Hláska
- Vila čp. 1414 (Roudnice nad Labem)
- Židovská komunita v Roudnici nad Labem
  - Starý židovský hřbitov v Roudnici nad Labem